# Міхал Кемпний
Міхал Кемпний (чеськ. Michal Kempný, нар. 8 вересня 1990, Годонін) — чеський хокеїст, захисник клубу НХЛ «Вашингтон Кепіталс». Гравець збірної команди Чехії.

## Ігрова кар'єра
Хокейну кар'єру розпочав 2007 року виступами за команду «Скаліца» в Сл. Екстраліга.
Надалі він продовжив кар'єру в складі чеської «Комети». Два роки перебування в Брно Міхал чергував виступами за «Комету» та нижчолігові клуби. Один сезон Міхал відіграв у складі команди «Славія» (Прага).
29 квітня 2015 уклав однорічний контракт з клубом КХЛ «Авангард» (Омськ).
23 травня 2016 року підписує однорічний контракт з клубом НХЛ «Чикаго Блекгокс». 12 жовтня дебютував в НХЛ. 30 грудня відзначився голом в воротах «Кароліна Гаррікейнс». 27 травня 2017 сторони продовжили контракт на один рік.
19 лютого 2018 його обміняли до клубу «Вашингтон Кепіталс». 7 червня 2018 в складі «столичних» здобув Кубок Стенлі. 

## На рівні збірних
Був гравцем юніорської та молодіжної збірної Чехії, у складі яких брав участь у 11 іграх. 
У складі національної збірної Чехії провів наразі 19 матчів.

## Нагороди та досягнення
- Володар Кубка Стенлі в складі «Вашингтон Кепіталс» — 2018.

## Статистика

### Клубні виступи
| Сезон        | Клуб                     | Ліга           | Регулярний сезон | Регулярний сезон | Регулярний сезон | Регулярний сезон | Регулярний сезон | Плей-оф | Плей-оф | Плей-оф | Плей-оф | Плей-оф |
| Сезон        | Клуб                     | Ліга           | І                | Г                | П                | О                | ШХ               | І       | Г       | П       | О       | ШХ      |
| ------------ | ------------------------ | -------------- | ---------------- | ---------------- | ---------------- | ---------------- | ---------------- | ------- | ------- | ------- | ------- | ------- |
| 2007–08      | «Скаліца»                | Сл. Екстраліга | 1                | 0                | 0                | 0                | 0                | —       | —       | —       | —       | —       |
| 2008–09      | «Комета»                 | Чехія 1        | 18               | 1                | 0                | 1                | 6                | 14      | 1       | 0       | 1       | 6       |
| 2008–09      | «Годонін»                | Чехія 2        | 1                | 0                | 0                | 0                | 0                | —       | —       | —       | —       | —       |
| 2009–10      | «Комета»                 | ЧЕ             | 24               | 0                | 0                | 0                | 18               | —       | —       | —       | —       | —       |
| 2009–10      | «Горацка Славія Тршебич» | Чехія 1        | 8                | 1                | 0                | 1                | 14               | 11      | 2       | 1       | 3       | 32      |
| 2010–11      | «Комета»                 | ЧЕ             | 21               | 0                | 0                | 0                | 14               | —       | —       | —       | —       | —       |
| 2010–11      | «Гавличкув-Брод»         | Чехія 1        | 32               | 3                | 4                | 7                | 26               | 14      | 1       | 6       | 7       | 16      |
| 2011–12      | «Комета»                 | ЧЕ             | 23               | 1                | 1                | 2                | 14               | —       | —       | —       | —       | —       |
| 2011–12      | «Гавличкув-Брод»         | Чехія 1        | 3                | 0                | 0                | 0                | 2                | —       | —       | —       | —       | —       |
| 2012–13      | «Славія» (Прага)         | ЧЕ             | 51               | 5                | 9                | 14               | 32               | 11      | 1       | 3       | 4       | 12      |
| 2013–14      | «Комета»                 | ЧЕ             | 51               | 7                | 8                | 15               | 74               | 18      | 2       | 4       | 6       | 20      |
| 2014–15      | «Комета»                 | ЧЕ             | 43               | 8                | 21               | 29               | 94               | 2       | 1       | 0       | 1       | 2       |
| 2015–16      | «Авангард» (Омськ)       | КХЛ            | 59               | 5                | 16               | 21               | 46               | 11      | 2       | 2       | 4       | 12      |
| 2016–17      | «Чикаго Блекгокс»        | НХЛ            | 50               | 2                | 6                | 8                | 22               | 1       | 0       | 0       | 0       | 0       |
| 2017–18      | «Чикаго Блекгокс»        | НХЛ            | 31               | 1                | 6                | 7                | 12               | —       | —       | —       | —       | —       |
| 2017–18      | «Вашингтон Кепіталс»     | НХЛ            | 22               | 2                | 1                | 3                | 14               | 24      | 2       | 3       | 5       | 10      |
| 2018–19      | «Вашингтон Кепіталс»     | НХЛ            | 71               | 6                | 19               | 25               | 60               | —       | —       | —       | —       | —       |
| Усього в КХЛ | Усього в КХЛ             | Усього в КХЛ   | 59               | 5                | 16               | 21               | 46               | 11      | 2       | 2       | 4       | 12      |
| Усього в НХЛ | Усього в НХЛ             | Усього в НХЛ   | 174              | 11               | 32               | 43               | 108              | 25      | 2       | 3       | 5       | 10      |

### Збірна
| Рік                | Команда            | Турнір             | Місце              | І  | Г | П | О | ШХ |
| ------------------ | ------------------ | ------------------ | ------------------ | -- | - | - | - | -- |
| 2008               | Чехія              | ЮЧС18-D1           | 11-е               | 5  | 0 | 2 | 2 | 0  |
| 2010               | Чехія              | МЧС                | 7-е                | 6  | 0 | 2 | 2 | 0  |
| 2016               | Чехія              | ЧС                 | 5-е                | 8  | 0 | 2 | 2 | 10 |
| 2016               | Чехія              | КС                 | 6-е                | 3  | 0 | 0 | 0 | 2  |
| 2017               | Чехія              | ЧС                 | 7-е                | 8  | 2 | 1 | 3 | 12 |
| Молодіжна збірна   | Молодіжна збірна   | Молодіжна збірна   | Молодіжна збірна   | 11 | 0 | 4 | 4 | 0  |
| Національна збірна | Національна збірна | Національна збірна | Національна збірна | 19 | 2 | 3 | 5 | 24 |